# فیات پاندا
فیات پاندا (Fiat Panda) خودرویی است که از سال ۱۹۸۰ تاکنون در تورین، ایتالیا، تیشی، لهستان، تولید شده‌است.
این خودرو که در نسل های مختلف عرضه شده که یکی از آن هارا جیمزمی مجری گرندتور دارد 
این خودرو در رده خودرو شهری قرار گرفته‌است.